# Formación de Doushantuo
La formación de Doushantuo (China: 陡 山 沱, pinyin: dǒu shān TUO) es un Lagerstätte descubierto en 1997 en la provincia de Guizhou, al sur de China, y está caracterizado por ser uno de los yacimientos de fósiles más antiguos y mejor preservados.   El yacimiento contiene fósiles de lo que parecen ser grupos de células que pudieron ser parte de embriones de los animales más antiguos que se hayan conocido hasta ahora y que existieron dentro de un rango que va de los 635 a los 551 millones de años de antigüedad.  Aún está en debate si realmente sean embriones o colonias de bacterias Thiomargarita.   La formación es de especial interés pues puede aclarar dudas sobre la misteriosa fauna de la explosión de Avalon y establecer nexos con la fauna de la explosión cámbrica, cuyos descendientes si son reconocibles.